# Under the Cherry Moon
Under the Cherry Moon è un film del 1986 diretto e interpretato da Prince.

## Trama
Christopher Tracy è un gigolò interpretato da Prince, mentre Jerome Benton ex membro dei Time, è il compagno di avventure Tricky. Insieme, la coppia truffa ricche donne francesi. La situazione si complica quando Christopher si innamora di un'ereditiera Mary Sharon. Quando scopre che lei sta per ricevere un fondo fiduciario di 50 milioni di dollari per il suo 21º compleanno decide di truffarla, poi però scoppia l'amore. Il padre di Mary, Isaac, disapprova la relazione e fornisce un eccellente avversario per Christopher.

## Produzione
Il film è la prima prova registica di Prince, che si ispirò a 8½ di Federico Fellini e all'umorismo in farsa grossolana di Gianni e Pinotto (la sequenza che coinvolge la scala, la telefonata di Mary a Christopher).

## Colonna Sonora
La colonna sonora del film è l'album Parade curato da Prince and The Revolution.